# Aleksandr Michajlovič Belosel'skij-Belozerskij
Aleksandr Michajlovič Belosel'skij-Belozerskij, in russo Александр Михайлович Белосельский-Белозерский? (1752 – San Pietroburgo, 26 dicembre 1809), è stato un diplomatico e scrittore russo.

## Biografia
Era il figlio del principe Michail Andreevič Belosel'skij-Belozerskij, un ufficiale di marina, e della sua seconda moglie, la contessa Natal'ja Grigor'evna Černyšëva (1711-1760), figlia del conte Grigorij Petrovič Černyšëv.

## Carriera
Crebbe a Londra sotto la supervisione di uno zio materno, l'ammiraglio della marina conte Ivan Grigor'evič Černyšëv. Successivamente andò a Berlino, dove ha ricevuto lezioni private da Dieudonné Thiébault, professore e segretario di Federico II. A 19 anni intraprese la carriera militare con il grado di cornetta del reggimento Izmajlovskij. Viaggiò in Francia e in Italia (1775-1778), e poi nel 1779, succedendo al suo defunto fratello Andrej con il grado di Kammerjunker come inviato alla corte sassone di Dresda. Dal 1789 al 1793 fu inviato alla corte reale di Torino, dopo di che visse a San Pietroburgo. Sulla Fontanka, ramo sinistro della Neva, fu costruito nel 1797 il palazzo Belosel'skij-Belozerskij.
Corrispondeva con Voltaire, Beaumarchais, Marmontel e Goethe, tra gli altri.
Fu membro della Massoneria.  

## Matrimoni

### Primo matrimonio
Nel 1786 sposò Varvara Jakovlevna Tatiščeva (27 marzo 1764-25 novembre 1792), nipote di Pëtr Dmitrievič Eropkin. Ebbero quattro figli:
- Marija Aleksandrovna (25 maggio 1787-1857), sposò Aleksandr Sergeevič Vlasov;
- Natal'ja Aleksandrovna (28 marzo 1788-29 dicembre 1813), sposò il tenente generale Vasilij Danilovič Laptev;
- Zinaida (3 dicembre 1789-1862)[5], sposò Nikita Grigor'evič Volkonskij, ebbero un figlio;
- Ippolit Aleksandrovič (1790-1792).

### Secondo matrimonio
Nel 1795 sposò Anna Grigor'evna Kozickaja (1773-1846), figlia di Grigorij Vasil'evič Kozickij, sottosegretario di Stato di Caterina II. Ebbero tre figli:
- Esper Aleksandrovič (27 dicembre 1802-15 giugno 1846);
- Ekaterina Aleksandrovna (28 aprile 1804-1 maggio 1861), sposò Ivan Onufrievič Sukozanet, ebbero due figli;
- Elizaveta Aleksandrovna (25 settembre 1805-12 gennaio 1824), sposò Aleksandr Ivanovič Černyšëv, non ebbero figli.

## Morte
Morì il 26 dicembre 1809. Fu sepolto nel Monastero di Aleksandr Nevskij.

## Opere
- De la musique en Italie. 1778.
- Poésies françaises d’un prince étranger. 1789.
- Dianyologie ou tableau philosophique de l’entendement (Дианиология или Философская картина интеллекта). 1790.
- Olinka oder Die erste Liebe (Олинька или первоначальная любовь). 1796. (Libretto per l'omonima Opéra-comique)